# Тернівська загальноосвітня школа (Черкаська область)
Тернівська ЗОШ І—ІІІ ст. Смілянської районної ради Черкаської області — загальноосвітній заклад повної середньої освіти у селі Тернівка Смілянського району Черкаської області

## Загальні відомості
У школі працює 20 педагогів.
Існує спортивний та актовий зали, бібліотека, шкільний музей, їдальня, еколого-натуралістичний центр.
Старша школа працює за інформаційно-технологічним профілем. Здійснюється допрофільне навчання в 5-9 класах, працюють факультативи з математики, музики, інформатики, курси за вибором «Рівний рівному», проводяться додаткові заняття з української мови, математики, біології та англійської мови.
З грудня 2009 року школа має систему електропалення.
Школа входить у навчально-науково-виробничий комплекс «Перспектива» при Черкаському державному національному університеті ім. Богдана Хмельницького.
Школа є експериментальним навчальним закладом регіонального рівня, яка працює над проблемою «Педагогічні засади формування навчально-виховного середовища у загальноосвітніх навчальних закладах сільської місцевості»
Очолює школу Шулежко Анатолій Васильович, вчитель-методист, заслужений працівник фізичної культури і спорту України, вчитель фізичної культури.

## Історія

### Сторінки історії
У 1856 році була створена церковно-приходська школа, де дітей навчав дяк. Пізніше організована чотирикласна церковно-приходська школа, яка проводила заняття в церкві.
У 1902 році побудовано нове приміщення школи.
За радянської влади школа стала семирічною, а 1941 року відбувся перший випуск десятирічної школи.
1944 року після визволення Черкащини від німецький військ школа знову почала функціонувати.
У 1980 році було побудоване нове приміщення школи.
У 1985 році у приміщенні школи був створений музей історії села, де зібрано записи розповідей старожилів, матеріали історії Смілянщини. Роботу музею очолює Рада з вчителів, батьків та учнів. Учні протягом багатьох років збирали матеріали про односельчан-учасників Другої світової війни і створили Зал бойової слави з альбомами, листами, спогадами та іншими матеріалами. Учні створили макет Обеліска Слави та вічного вогню. В музеї є стенд, присвячений воїнам-афганцям.
У 2020 році музейний комплекс історії рідного краю школи став лауреатом обласної Краєзнавчої премії імені Михайла Максимовича у номінації «За особливий внесок у розвиток музеїв, що функціонують та перебувають у віданні підприємств, установ та організацій».

### Директори школи
- 1930—1940 рр. — Маценко Володимир Іванович
- 1940—1941 рр. — Клименко Сергій Євдокимович
- 1945—1969 р. — Клименко Сергій Євдокимович
- 1969—2010 рр. — Дардан Тамара Павлівна
- 2010 рр. — Шулежко Анатолій Васильович

### Меморіальні дошки
На фасаді школи встановлено три меморіальні дошки колишнім учням, — загиблим воїнам АТО Віталію Холодняку і Олегу Новохатьку та загиблому у 1984 році в Афганістані Сергію Бойку.